# Playmakers
Playmakers  è una serie televisiva statunitense in 11 episodi trasmessi per la prima volta nel corso di una sola stagione nel 2003.
È una serie drammatica incentrata sulle vicende dei giocatori e del personale dei Cougars, una fittizia squadra professionistica di football in una città non identificata. La serie è stata creata da ESPN.

## Personaggi e interpreti
- Demetrius Harris (11 episodi), interpretato da Omar Gooding.
- Kelvin 'Buffalo' James (11 episodi), interpretato da Marcello Thedford.
- Derek McConnell (11 episodi), interpretato da Christopher Wiehl.
- Eric Olczyk (11 episodi), interpretato da Jason Matthew Smith.
- Leon Taylor (11 episodi), interpretato da Russell Hornsby.
- Coach George (11 episodi), interpretato da Anthony John Denison.
- Phil Chambers (11 episodi), interpretato da Stephen Bogaert.
- Gene Wilbanks (11 episodi), interpretato da Bruce Gray.
- Coach Rudman (9 episodi), interpretato da Phillip Jarrett.
- Robin Taylor (8 episodi), interpretato da Karen LeBlanc.
- Samantha Lovett (7 episodi), interpretata da Thea Andrews.
- Thad Guerwitcz (7 episodi), interpretato da Dan Petronijevic.
- Dottor Gatewood (6 episodi), interpretato da Kevin Jubinville.
- Stephen Lyles (6 episodi), interpretato da Sasha Roiz.
- Guard Dog Fredericks (5 episodi), interpretato da Gabriel Hogan.
- David (4 episodi), interpretato da Frank Chiesurin.
- August (4 episodi), interpretato da Laura Jordan.

### Guest star
Tra le guest star: Vito Tassielli, Leilene Onrade, Roberta Angelica, Frank Chiesurin, Michael Holley, Jay Michaels, Dorian Kolinas, Max Kellerman, Kerry Griffin, Clarissa Begin, Drew Martin, Jeanette Tyzer, J.C. Kenny, Rory O'Shea, Tobias Truvillion, Robbie Rox, Scott Wickware.

## Produzione
La serie, ideata da John Eisendrath, fu prodotta da ESPN Original Entertainment, Franchise Productions, Imagine Television e Touchstone Television e girata a Toronto in Canada. Le musiche furono composte da Louis Natale.

### Registi
Tra i registi sono accreditati:
- T.J. Scott
- John Bell
- Scott Brazil
- John Fawcett
- Terry Ingram
- Bruce McDonald
- Brad Turner

### Sceneggiatori
Tra gli sceneggiatori sono accreditati:
- Michael Angeli in 2 episodi
- Craig Sweeny in 2 episodi
- Peter Egan
- John Eisendrath
- Stephen Hootstein

## Distribuzione
La serie fu trasmessa negli Stati Uniti dal 26 agosto 2003 all'11 novembre 2003 sulla rete televisiva ESPN. In Italia è stata trasmessa dal 25 maggio 2006 su FX con il titolo Playmakers.
Alcune delle uscite internazionali sono state:
- negli Stati Uniti il 26 agosto 2003 (Playmakers)
- nel Regno Unito il 3 giugno 2004
- in Islanda il 2 settembre 2004
- in Brasile il 22 novembre 2004
- in Cile il 23 novembre 2004
- in Ungheria il 31 maggio 2005 (A pálya királyai)
- in Australia su ESPN
- in Polonia su AXN
- in Israele
- in Brasile su Fox
- in Portogallo su FX
- in Italia (Playmakers)

## Episodi
| Stagione       | Episodi | Prima TV USA |
| -------------- | ------- | ------------ |
| Prima stagione | 11      | 2003         |